# Léo Júnior
Leovegildo Lins da Gama Júnior, más conocido como Léo Júnior (João Pessoa, 29 de junio de 1954), es un exjugador de fútbol brasileño que jugó por el Flamengo, destacando luego en el fútbol italiano.

## Biografía
Fue seleccionado de fútbol de Brasil entre los años 1976 y 1992. Luego se dedicaría al fútbol playa hasta el año 2001.
Fue técnico en tres oportunidades: de Flamengo en los años de 1993-94 y 97, y de Corinthians en 2003.
Júnior trabaja como comentarista deportivo de la Red O Globo, sustituyendo a Sérgio Noronha, que pasó a la Red Bandeirantes. Júnior trabajó también por los canales Sportv y PFC.

## Clubes
| Club     | País   | Año       |
| -------- | ------ | --------- |
| Flamengo | Brasil | 1974-1984 |
| Torino   | Italia | 1984-1987 |
| Pescara  | Italia | 1987-1989 |
| Flamengo | Brasil | 1989-1994 |

## Estadísticas
Datos actualizados al 9 de marzo de 2020.
| Club | Div           | Temporada     | Campeonato | Campeonato | Estatal (1) | Estatal (1) | Copas (2) | Copas (2) | Internacional (3) | Internacional (3) | Otros torneos (4) | Otros torneos (4) | Total (5) | Total (5) |
| Club | Div           | Temporada     | Part.      | Goles      | Part.       | Goles       | Part.     | Goles     | Part.             | Goles             | Part.             | Goles             | Part.     | Goles     |
| --- | ------------- | ------------- | ---------- | ---------- | ----------- | ----------- | --------- | --------- | ----------------- | ----------------- | ----------------- | ----------------- | --------- | --------- |
| Flamengo · Brasil |               |               |            |            |             |             |           |           |                   |                   |                   |                   |           |           |
| 1.ª | 1974          | -             | -          | 8          | 2           | -           | -         | -         | -                 | -                 | -                 | 8                 | 2         |           |
| 1.ª | 1975          | 27            | 0          | 28         | 0           | -           | -         | -         | -                 | -                 | -                 | 55                | 0         |           |
| 1.ª | 1976          | 21            | 1          | 18         | 0           | -           | -         | -         | -                 | -                 | -                 | 39                | 1         |           |
| 1.ª | 1977          | 18            | 0          | 18         | 0           | -           | -         | -         | -                 | 3                 | 0                 | 39                | 0         |           |
| 1.ª | 1978          | 25            | 4          | 22         | 3           | -           | -         | -         | -                 | -                 | -                 | 47                | 7         |           |
| 1.ª | 1979          | 10            | 1          | 48         | 4           | -           | -         | -         | -                 | -                 | -                 | 58                | 5         |           |
| 1.ª | 1980          | 20            | 0          | 26         | 4           | -           | -         | -         | -                 | -                 | -                 | 46                | 4         |           |
| 1.ª | 1981          | 7             | 0          | 33         | 3           | -           | -         | 15        | 0                 | -                 | -                 | 55                | 3         |           |
| 1.ª | 1982          | 22            | 0          | 23         | 2           | -           | -         | 4         | 1                 | -                 | -                 | 49                | 3         |           |
| 1.ª | 1983          | 26            | 0          | 23         | 2           | -           | -         | 4         | 0                 | -                 | -                 | 53                | 2         |           |
| 1.ª | 1984          | 20            | 0          | -          | -           | -           | -         | 6         | 0                 | -                 | -                 | 26                | 0         |           |
| 1.ª | 1989          | 15            | 1          | -          | -           | 3           | 1         | 2         | 0                 | -                 | -                 | 22                | 2         |           |
| 1.ª | 1990          | 12            | 1          | 22         | 2           | 5           | 0         | -         | -                 | -                 | -                 | 39                | 3         |           |
| 1.ª | 1991          | 17            | 0          | 23         | 2           | 1           | 0         | 14        | 2                 | 6                 | 3                 | 61                | 7         |           |
| 1.ª | 1992          | 25            | 9          | 19         | 6           | -           | -         | 6         | 1                 | -                 | -                 | 50                | 16        |           |
| 1.ª | 1993          | -             | -          | 13         | 3           | 8           | 0         | 10        | 1                 | -                 | -                 | 31                | 4         |           |
| Total club | Total club    | 265           | 17         | 324        | 33          | 17          | 1         | 61        | 5                 | 9                 | 3                 | 676               | 59        |           |
| Torino · Italia |               |               |            |            |             |             |           |           |                   |                   |                   |                   |           |           |
| 1.ª | 1984-85       | 26            | 7          | -          | -           | 6           | 3         | -         | -                 | -                 | -                 | 32                | 10        |           |
| 1.ª | 1985-86       | 30            | 4          | -          | -           | 6           | 2         | 4         | 1                 | -                 | -                 | 40                | 3         |           |
| 1.ª | 1986-87       | 30            | 1          | -          | -           | 7           | 0         | 8         | 0                 | -                 | -                 | 45                | 1         |           |
| Total club | Total club    | 86            | 12         | 0          | 0           | 19          | 5         | 12        | 1                 | 0                 | 0                 | 117               | 18        |           |
| Pescara Calcio · Italia |               |               |            |            |             |             |           |           |                   |                   |                   |                   |           |           |
| 1.ª | 1987-88       | 28            | 3          | -          | -           | 7           | 4         | -         | -                 | -                 | -                 | 35                | 7         |           |
| 1.ª | 1988-89       | 34            | 2          | -          | -           | 8           | 1         | -         | -                 | -                 | -                 | 42                | 3         |           |
| Total club | Total club    | 62            | 5          | 0          | 0           | 15          | 5         | 0         | 0                 | 0                 | 0                 | 77                | 10        |           |
| Total carrera | Total carrera | Total carrera | 413        | 34         | 324         | 33          | 51        | 11        | 73                | 6                 | 9                 | 3                 | 870       | 87        |
| (1) Incluye datos del Campeonato Carioca. (2) Incluye datos de la Copa Italia, Copa de Brasil, Supercopa de Brasil. (3) Incluye datos de la Copa Libertadores, Copa Intercontinental, Copa UEFA, Supercopa Sudamericana. (4) Incluye datos del Torneo Inicio del Campeonato Carioca, Copa Río. (5) No incluye goles en partidos amistosos. |               |               |            |            |             |             |           |           |                   |                   |                   |                   |           |           |

### Selecciones
| Selección         | Temporada     | Amistosos | Amistosos | Eliminatorias | Eliminatorias | Copa América | Copa América | Mundial | Mundial | Total | Total |
| Selección         | Temporada     | Part.     | Goles     | Part.         | Goles         | Part.        | Goles        | Part.   | Goles   | Part. | Goles |
| ----------------- | ------------- | --------- | --------- | ------------- | ------------- | ------------ | ------------ | ------- | ------- | ----- | ----- |
| Olímpica · Brasil | 1976          | -         | -         | -             | -             | -            | -            | 4       | 1       | 4     | 1     |
| Olímpica · Brasil | Total         | 0         | 0         | 0             | 0             | 0            | 0            | 4       | 1       | 4     | 1     |
| Adulta · Brasil   | 1979          | 2         | 0         | -             | -             | 3            | 0            | -       | -       | 5     | 0     |
| Adulta · Brasil   | 1980          | 7         | 0         | -             | -             | -            | -            | -       | -       | 7     | 0     |
| Adulta · Brasil   | 1981          | 12        | 2         | 4             | 1             | -            | -            | -       | -       | 16    | 3     |
| Adulta · Brasil   | 1982          | 6         | 2         | -             | -             | -            | -            | 5       | 1       | 11    | 3     |
| Adulta · Brasil   | 1983          | 2         | 0         | -             | -             | 8            | 0            | -       | -       | 10    | 0     |
| Adulta · Brasil   | 1984          | 1         | 0         | -             | -             | -            | -            | -       | -       | 1     | 0     |
| Adulta · Brasil   | 1985          | 1         | 0         | 4             | 0             | -            | -            | -       | -       | 5     | 0     |
| Adulta · Brasil   | 1986          | 1         | 0         | -             | -             | -            | -            | 5       | 0       | 6     | 0     |
| Adulta · Brasil   | 1992          | 8         | 0         | -             | -             | -            | -            | -       | -       | 8     | 0     |
| Total             | Total         | 40        | 4         | 8             | 1             | 11           | 0            | 10      | 1       | 69    | 6     |
| Total carrera     | Total carrera | 40        | 4         | 8             | 1             | 11           | 0            | 10      | 1       | 73    | 7     |

## Palmarés

### Títulos regionales
| Título             | Club          | Estado         | Año             |
| ------------------ | ------------- | -------------- | --------------- |
| Campeonato Carioca | C.R. Flamengo | Río de Janeiro | 1974            |
| Campeonato Carioca | C.R. Flamengo | Río de Janeiro | 1978            |
| Campeonato Carioca | C.R. Flamengo | Río de Janeiro | 1979            |
| Campeonato Carioca | C.R. Flamengo | Río de Janeiro | 1979 (Especial) |
| Campeonato Carioca | C.R. Flamengo | Río de Janeiro | 1981            |

### Títulos nacionales
| Título         | Club          | País   | Año  |
| -------------- | ------------- | ------ | ---- |
| Serie A        | C.R. Flamengo | Brasil | 1980 |
| Serie A        | C.R. Flamengo | Brasil | 1982 |
| Serie A        | C.R. Flamengo | Brasil | 1983 |
| Copa de Brasil | C.R. Flamengo | Brasil | 1990 |
| Serie A        | C.R. Flamengo | Brasil | 1992 |

### Títulos internacionales
| Título                | Club          | Sede       | Año  |
| --------------------- | ------------- | ---------- | ---- |
| Copa Libertadores     | C.R. Flamengo | Montevideo | 1981 |
| Copa Intercontinental | C.R. Flamengo | Tokio      | 1981 |

## Distinciones individuales
| Distinción                        | Organizador             | Año     |
| --------------------------------- | ----------------------- | ------- |
| Bola de Prata                     | Placar                  | 1980    |
| Equipo ideal de la Copa del Mundo | Guerin Sportivo         | 1982    |
| Equipo ideal de la Copa del Mundo | Pelé                    | 1982    |
| Equipo ideal de la Copa del Mundo | El Gráfico              | 1982    |
| Equipo ideal de la Copa del Mundo | Mundo Deportivo         | 1982    |
| Equipo ideal de la Copa del Mundo | La Gazzetta dello Sport | 1982    |
| Equipo ideal de la Copa del Mundo | Don Balón               | 1982    |
| Equipo ideal de la Copa del Mundo | ESPN Deportes           | 1982    |
| Bola de Prata                     | Placar                  | 1983    |
| Bola de Prata                     | Placar                  | 1984    |
| Equipo ideal de Italia            | Medios italianos        | 1984-85 |
| Mejor jugador de Italia           | Medios italianos        | 1984-85 |
| Bola de Prata                     | Placar                  | 1991    |
| Bola de Prata                     | Placar                  | 1991    |
| Bola de Ouro                      | Placar                  | 1991    |
| Equipo ideal de América           | El País                 | 1992    |
| FIFA 100                          | FIFA                    | 2004    |